# Туманянский район
Туманянский район — административно-территориальная единица в составе Армянской ССР и Армении, существовавшая в 1930—1995 годах. Центр — Алаверди.

## История
Район был образован в 1930 году под названием Алавердинский район.
С 17 января 1952 года по 18 апреля 1953 года Алавердинский район находился в составе Кироваканского округа.
12 января 1963 года город Алаверди получил статус города республиканского подчинения.
19 сентября 1969 года район был переименован в Туманянский (райцентром остался Алаверди). Упразднён в 1995 году при переходе Армении на новое административно-территориальное деление.

## География
На 1 января 1948 года территория района составляла 1121 км².

## Административное деление
По состоянию на 1948 год район включал 1 город (Алаверди), 1 посёлок городского типа (Шамлуг), 2 рабочих посёлка (Ахтала, Дзагидзор) и 23 сельсовета: Агвинский, Айгеатский, Акнерский, Акоринский, Атанский, Ахнидзорский, Ахпатский, Джилизинский, Каринджский, Качаганский, Качачкутский, Лорутский, Марцский, Мгартский, Мец-Айрумский, Техутский, Туманянский, Увунларский, Цахкашатский, Чкаловский, Чочканский, Шамутский, Шнохский.